# Leksands samrealskola
Leksands samrealskola var en realskola i Leksand verksam från 1919 till 1970.

## Historia
Skolan inrättades 1919 som en kommunal mellanskola. 
Denna ombildades från 1934 successivt till Leksands samrealskola. 
Realexamen gavs från 1919 till 1970, eller åtminstone 1969.
Som skollokaler användes utrymmen i olika byggnader. De byggnader som använts av skolan är Sockenstugan (som idag är Alléskolan), gamla tingshuset, missionskyrkan och, från början av 1949, den byggnad som nu används av Sammilsdalskolan.